# Droga wojewódzka 626
Die Droga wojewódzka 626 (DW 626) ist eine 33 Kilometer lange Droga wojewódzka (Woiwodschaftsstraße) in der polnischen Woiwodschaft Masowien, die Maków Mazowiecki mit Nowa Wieś verbindet. Die Strecke liegt im Powiat Makowski und im Powiat Ostrołęcki.

## Streckenverlauf
Woiwodschaft Masowien, Powiat Makowski
-  Maków Mazowiecki (Makow) (DK 57, DK 60)
- Jankowo
- Ulaski
- Krzyżewo-Jurki
- Kałęczyn
- Zalesie
- Gąsewo Poduchowne
- Zamość
- Sypniewo
- Jarzyły
- Glinki-Rafały
- Prześniska

Woiwodschaft Masowien, Powiat Ostrołęcki
-  Nowa Wieś (DW 544)